# Francis Bok
Francis Piol Bol Bok (nacido en febrero de 1979) es un autor, activista y abolicionista sursudanés.
Miembro de la tribu dinka, fue esclavo durante diez años y actualmente es residente en Estados Unidos. El 15 de mayo de 1986, fue capturado y esclavizado a la edad de siete años durante una incursión de las milicias árabes en la aldea de Nyamlel, en Sudán del Sur, durante la segunda guerra civil sudanesa. Bok vivió en régimen de esclavitud durante diez años antes de escapar de su encarcelamiento en Kurdufán (Sudán), y posteriormente viajar a Estados Unidos pasando por El Cairo (Egipto).
Bok contó con la ayuda de personas de diversas culturas y creencias en su viaje hacia la libertad. Sus primeros pasos hacia Estados Unidos fueron ayudados por una familia musulmana del norte de Sudán que creía que la esclavitud estaba mal y le proporcionó un billete de autobús a Jartum. Al llegar a Jartum, Bok recibió la ayuda de un compañero de la tribu dinka y de miembros del pueblo fur, y su viaje a Estados Unidos fue pagado por miembros de la iglesia luterana. Su primer contacto en Estados Unidos fue un refugiado de Somalia que le ayudó a instalarse en Fargo, Dakota del Norte.
Bok ha testificado ante el Senado de los Estados Unidos y se ha reunido con George W. Bush, Madeleine Albright y Condoleezza Rice, contándoles su historia de esclavitud. Ha sido homenajeado por el Comité Olímpico de Estados Unidos, los Boston Celtics y colegios y universidades de todo Estados Unidos y Canadá. Francis vive ahora en Kansas, donde trabaja para el American Anti-Slavery Group (AASG) y Sudan Sunrise, una organización que trabaja por la paz en Sudán. La autobiografía de Bok, Escape from Slavery: The True Story of My Ten Years in Captivity and My Journey to Freedom in America, publicada por St. Martin's Press, relata su vida, desde su primera juventud, sus años de cautiverio y su trabajo en Estados Unidos como abolicionista.

## Infancia y secuestro
Francis Bok se crio en el seno de una gran familia católica de pastores de ganado en la aldea dinka de Gurion, en el sur de Sudán. Su padre, Bol Buk Dol, gestionaba varios rebaños de ganado vacuno, ovino y caprino. Cuando Bok fue capturado a la edad de 7 años, el 15 de mayo de 1986, no sabía contar más de 10 y conocía muy poco del mundo exterior.
Bok fue capturado después de que su madre, Adut Al Akok, lo enviara al pueblo de Nyamlell a vender huevos y cacahuetes en el mercado del pueblo con algunos hermanos mayores y vecinos. Era el primer viaje de Bok a la aldea sin su madre, y era la primera vez que se le permitía vender algunos productos de la familia en el mercado.
Bok fue al mercado, donde escuchó a los adultos decir que habían visto humo procedente de los pueblos cercanos y que habían oído disparos en la distancia. La gente empezó a huir del mercado cuando Francis vio a los jinetes con ametralladoras. Los hombres armados rodearon el mercado y dispararon a los hombres de Nyamlell. Los asaltantes formaban parte de una milicia islámica del norte de Sudán que realizaba incursiones periódicas en las aldeas de sus vecinos dinkas, que eran cristianos o animistas de ascendencia africana subsahariana.

## Vida como esclavo
Bok, de siete años, fue capturado por Giemma, miembro de la milicia de cazadores de esclavos, que le obligó a unirse a una caravana de esclavos, productos robados, ganado y mercancías que la milicia había capturado en su asalto al asentamiento dinka. Cuando los miembros de la milicia se separaron para regresar a sus hogares, Bok fue llevado por Giemma. Al llegar a la residencia de Giemma, los hijos de su captor le golpearon con palos y le llamaron abeed. La palabra significa literalmente "esclavo" y el estereotipo es el de una raza negra inferior y degradada. A Francis le dieron alojamiento en un cuchitril cerca de los corrales del ganado de Giemma.
Bok comenzó un periodo de diez años de esclavitud a manos de Giemma y su hijo Hamid. Le obligaron a cuidar los rebaños de la familia y a llevarlos a los pastos de la zona y a los abrevaderos locales, donde vio a otros niños dinka que también eran obligados a cuidar rebaños. Empezó a sospechar que su vida iba a cambiar para siempre y que su padre no iba a poder salvarlo. Sus intentos de hablar con los otros chicos dinka fueron inútiles, ya que hablaban en árabe, que él no entendía; además, parecían tener miedo de hablar con él.
Según Bok, a medida que crecía, Giemma y Hamid empezaron a confiar más en sus habilidades como pastor. El cuidado del ganado, los caballos y los camellos pasó a manos de Bok y pudo pasar más tiempo a solas con los animales. Antes había estado bajo la atenta supervisión de Hamid y a veces de Giemma. Además de tenerlo como esclavo, Giemma obligó a Francisco a convertirse al islam y a tomar el nombre árabe de Abdul Rahman, que significa "siervo del compasivo" En su autobiografía, Francisco afirma que, aunque fue obligado a convertirse al islam, nunca dejó de rezar a Dios para que le diera fuerzas para superar su prueba.
Bok intentó huir de la esclavitud en dos ocasiones a los 14 años. La primera vez ocurrió una mañana temprano, después de haber sido enviado con el ganado. Bok corrió a ciegas por un camino durante varios kilómetros antes de ser capturado por uno de los compañeros de milicia de Giemma. El compañero de Giemma devolvió a Francisco al recinto de Giemma, donde fue golpeado con un látigo. Bok intentó escapar una vez más dos días después, cuando huyó en la dirección opuesta a su anterior fuga. Volvió a huir durante varios kilómetros, esta vez manteniéndose en el bosque. Se detuvo a buscar agua en el cruce de un arroyo local, donde fue visto por Giemma, que también se encontraba allí. Giemma obligó a Francisco a volver a su casa, esta vez prometiendo matarlo. Francisco fue golpeado de nuevo, pero Giemma decidió no matarlo, ya que Francisco se había convertido en un esclavo demasiado valioso para la familia.

## Fuga
Francis Bok esperó tres años, hasta 1996, antes de intentar escapar de nuevo. Durante esos tres años cuidó de los rebaños y recuperó la confianza de Giemma. Giemma elogiaba regularmente el trabajo de Bok con los animales, pero aun así le obligaba a vivir una vida de esclavitud.
Finalmente, Bok escapó de Giemma cuando tenía 17 años, caminando por el bosque hasta la cercana ciudad comercial de Mutari. Bok acudió al departamento de policía local en busca de ayuda, y les pidió que le ayudaran a encontrar a su gente. En lugar de ayudarle, la policía le convirtió en su esclavo durante dos meses Bok escapó de la policía simplemente llevando sus burros al pozo, atándolos y dejándolos atrás mientras caminaba hacia el abarrotado mercado.
Bok pidió a un hombre con un camión que le llevara fuera de Mutari. El hombre, un musulmán llamado Abdah, accedió a ayudarle. Abdah pensó que la esclavitud estaba mal y accedió a transportar a Bok a la ciudad de Ed-Da'Ein en la parte trasera de su camión entre su cargamento de grano y cebollas Bok se quedó con Abdah, su mujer y sus dos hijos durante dos meses mientras Abdah intentaba encontrar la manera de llevar a Bok a Jartum, la capital de Sudán. Al no encontrar un amigo que le proporcionara un pasaje a Jartum, Abdah compró un billete de autobús a Jartum para Bok Francis Bok llegó a Jartum sin dinero, sin un lugar al que ir y sin saber a dónde acudir. Afortunadamente para Francis, otro desconocido le ayudó a encontrar el camino hacia sus compañeros de la tribu dinka en Jartum, en el asentamiento de Jabarona.

## Viaje a Estados Unidos
Jabarona estaba llena de refugiados dinkas que habían huido de los combates en el sur de Sudán y se veían obligados a convivir en condiciones infrahumanas. Bok se instaló entre gente que procedía de la zona de Aweil, en el norte de Bahr al Ghazal, y empezó a utilizar de nuevo su nombre de pila, Francisco. Bok fue rápidamente detenido por la policía sudanesa por contar a sus amigos y vecinos que era un esclavo. La esclavitud en Sudán es un tema ampliamente negado por el gobierno de Jartum y cualquiera que hablara de ella podía ser arrestado o incluso asesinado Francisco fue interrogado numerosas veces mientras estaba encarcelado y cada vez negaba que fuera un esclavo. Finalmente, fue liberado después de siete meses. Una vez liberado, Bok decidió que debía abandonar Sudán. Con la ayuda de algunos miembros de la tribu Dinka, pudo adquirir un pasaporte sudanés en el mercado negro y obtener un billete para viajar a El Cairo.
Al llegar a El Cairo, en abril de 1999, Bok se dirigió a la iglesia católica del Sagrado Corazón. Esta iglesia era muy conocida entre los dinka de Jartum como lugar de refugio en El Cairo. Durante su estancia en el Sagrado Corazón, Bok empezó a aprender algo de inglés e hizo importantes contactos entre la población dinka de El Cairo. También comenzó a practicar su fe cristiana sin temor a represalias. Finalmente, se trasladó fuera del recinto de la iglesia y se instaló en un apartamento con otros dinkas que también buscaban el estatus de refugiado de la ONU para poder salir de África hacia Estados Unidos, Gran Bretaña o Australia.
Bok solicitó y obtuvo el estatuto de refugiado de la ONU el 15 de septiembre de 1999 y, tras varios meses de espera, el Servicio de Inmigración y Naturalización de Estados Unidos accedió a permitir que Francis se trasladara a EE. UU. Bok voló de El Cairo a Nueva York el 13 de agosto de 1999, y desde allí voló a Fargo, Dakota del Norte. Su viaje fue patrocinado por los Servicios Sociales Luteranos y una Iglesia Metodista Unida, que colaboraron para proporcionar un apartamento a Francis en Fargo y le ayudaron a encontrar un trabajo. Bok trabajó en varios empleos, fabricando palés y pomos de plástico para la palanca de cambios de los coches. Oyó hablar de una gran población de dinkas en Ames (Iowa) y se trasladó a Ames tras varios meses en Fargo. Mientras vivía en Ames, se puso en contacto con Charles Jacobs, fundador del Grupo Estadounidense Antiesclavista (American Anti-Slavery Group), con sede en Boston (Massachusetts).

## Trabajo como abolicionista
Jesse Sage, director asociado del Grupo Estadounidense Antiesclavista (AASG), y Jacobs convencieron a Bok de que se trasladara a Boston para trabajar con el AASG. Al principio dudó en dejar a sus nuevos amigos en Ames, pero según Bok, la gente de la AASG fue persistente. Llegó a Boston el 14 de mayo de 2000, la AASG le ayudó a encontrar un apartamento. Una semana después de mudarse a Boston, fue invitado a hablar en una iglesia baptista de Roxbury y fue entrevistado por Charles A. Radin, del Boston Globe. Dos días después de su discurso en Roxbury, le pidieron que se reuniera con partidarios de la AASG en la escalinata del Capitolio de Estados Unidos en Washington D. C. Volvió a Washington el 28 de septiembre de 2000 y se convirtió en el primer esclavo fugado que hablaba ante el Comité de Relaciones Exteriores del Senado de Estados Unidos Francisco fue invitado de nuevo a Washington en 2002 para la firma de la Ley de Paz de Sudán y se reunió con el presidente George W. Bush. Durante este viaje a la Casa Blanca, Bok se convirtió en el primer ex esclavo que se reunía con un presidente estadounidense desde el siglo XIX.
Francis Bok ha dado charlas en iglesias y universidades de todo Estados Unidos y Canadá, y ha ayudado a lanzar el sitio web iAbolish.org del Grupo Estadounidense Antiesclavista en un concierto de Jane's Addiction ante una audiencia de 40.000 personas el 28 de abril de 2001. Perry Farrell fue uno de los primeros partidarios del movimiento iAbolish. Bok también ha sido homenajeado por los Boston Celtics y fue elegido para llevar la antorcha olímpica por Plymouth Rock antes de los Juegos Olímpicos de Salt Lake City 2002. Escape de la esclavitud. La verdadera historia de mis diez años en cautiverio y mi viaje hacia la libertad en Estados Unidos, fue publicada en 2003 por St. Martin's Press.
Bok vive actualmente con su mujer, Atak, y sus dos hijos pequeños, Buk y Dhai, en Kansas. Ahora trabaja en la primera oficina de extensión de la AASG en Kansas. También colabora con Sudan Sunrise, una organización con sede en Lenexa, Kansas, trabajar por la paz y la unidad en Sudán.

## Lectura adicional
- 2004, Review Essay: Francis Bok's Escape from Slavery and Contemporary Slave Narratives by Joe Lockhard.
- 2003, "The Dick Staub Interview: Francis Bok is Proof that Slavery Still Exists", Christianity Today Magazine.

- Datos: Q328721